# こちら芝浦探偵社
『こちら芝浦探偵社』（こちらしばうらたんていしゃ）は、1989年6月30日から同年9月22日まで、TBS系列の毎週金曜日21:00 - 21:54の枠で放送されたテレビドラマ。全13回。

## 概要
和波正太郎は張り込み、浮気や素行の調査などを主な仕事としている冴えない探偵。教員を辞めた後に探偵になった身で、教員時代の教頭だった犬塚邦雄を探偵社の社長として、二人で東京・芝浦の古いビルにささやかながら探偵事務所を構えている。ある日正太郎は、ピストルを構えて正太郎を狙っているように見えた、篠原みゆきという女性に出会う。みゆきは調査の仕事に協力し、そのお礼として、みゆきに頼まれるがまま助手として探偵社に採用する。しかしみゆきの行動は頓珍漢な所があって正太郎の足を引っ張ることも度々だった。
物語終盤になって、みゆきの父が内閣官房長官であることがわかり、それと共に探偵社は未公開株による贈収賄事件に巻き込まれる…。
生野慈朗プロデューサーは本作について「漫才で始まってメロドラマで終わると言った感じで、探偵の仕事を通じて現代社会の世相などを絡めていくと言う大人のドラマ」と語っている。
中村雅俊は『外科医 城戸修平』（1983年）以来6年ぶりのTBSドラマ出演で、沢口靖子とのドラマでの共演も『誇りの報酬』（1985年～1986年　日本テレビ）以来3年ぶりとなった。 

## キャスト
- 篠原みゆき：沢口靖子
裕福な家庭育ちで好奇心旺盛で世間知らずな所があり、またニューヨークに留学していたことがあり、留学生活の中でハードボイルドに影響されたという面がある。
- 和波正太郎：中村雅俊
探偵で元教員。粘り強く好奇心旺盛な性格で、離婚歴がある。
- 岸田涼子：朝加真由美
- 高岡純平：高嶋政伸
- 「サクロモンテ」のマスター：斎藤晴彦
- リセ（マスターの娘）：RIKACO
- 磯部秘書：石丸謙二郎（第10話～第13話）- 内閣官房長官の秘書
- 高橋秘書：信実一徳（第11話～第13話）- 内閣官房長官の秘書
- 犬塚邦雄：伊東四朗

### ゲスト
第2話
- 上原：ベンガル
- 博子（上原の妻）：浅見美那
- 山本：冨家規政

第3話～第4話
- 進藤浩一：永島敏行 - みゆきの元恋人
- 由美子：風祭ゆき

第5話
- 武史：田中義訓 - 正太郎の元教え子
- 阿部今日子：浜田朱里

第6話
- 敏也：立川利明
- 千草：安達美加 - 正太郎の娘。別れた元妻と暮らしている。

第7話
- 桑原：沼田爆
- 桑原春子（妻）：木村翠
- 桑原幸一（息子）：原田喧太
- 桑原裕美（娘）：岩佐けい子

第8話
- 犬塚喜美子：内田あかり
犬塚邦雄の妻。自動車教習所教官の山崎に頻繁に貢いでいるのではという疑いを邦雄自ら持つようになり、二人を引き離して欲しいと調査を正太郎に依頼する。
- 山崎：桂三木助
- 仲本：西村淳二

第9話
- 由香：可愛かずみ

第10話
- 山川雪江：岩本多代
ダンス教室の先生。マスターが好意を持つ。

第12話〜第13話
- 真梨邑ケイ
- 石倉三郎

## スタッフ
- プロデューサー：生野慈朗 他
- 脚本：清水有生 （全話担当）
- 演出：生野慈朗、加藤浩丈、森山享
- 制作：TBS

## 主題歌
中村雅俊『闇の中のサファイア』（作詞：森雪之丞　作曲：都志見隆　編曲：西平彰　レーベル：日本コロムビア）

## サブタイトル
| 話数 | 放送日         | サブタイトル                     | 演出     |
| ---- | -------------- | -------------------------------- | -------- |
| 1    | 1989年 6月30日 | 今日からハード・ボイルド         | 生野慈朗 |
| 2    | 7月7日         | 利用された探偵                   | 生野慈朗 |
| 3    | 7月14日        | 初恋の人・その1                  | 加藤浩丈 |
| 4    | 7月21日        | 初恋の人・その2                  | 加藤浩丈 |
| 5    | 7月28日        | 先生、ボクの彼女を調べてヨ!!     | 森山享   |
| 6    | 8月4日         | パパ約束したよね                 | 生野慈朗 |
| 7    | 8月11日        | 怪談! 依頼人が消えちゃったゾ～!! | 森山享   |
| 8    | 8月18日        | 不倫お仕置きスパイ大作戦         | 加藤浩丈 |
| 9    | 8月25日        | 正太郎、心配してるスグ帰れ!      | 森山享   |
| 10   | 9月1日         | 3人で暮らそう                    | 生野慈朗 |
| 11   | 9月8日         | あたしのそばにずっといて         | 森山享   |
| 12   | 9月15日        | 二人だけの夜                     | 森山享   |
| 13   | 9月22日        | あたしの宝もの                   | 森山享   |